# Marie Jonet
Marie Jonet (1730-1797, Paris) est une sage-femme française. Elle fut sage-femme en chef de l’Hôtel-Dieu de Paris.

## Biographie
Marie Jonet est elle-même fille de sage-femme, mais le nom de sa mère n'a pas été conservé. Elle est connue généralement sous le nom de « Mme Dugès », son mari étant Louis Delzescauts-Dugès, officier de santé, qui lui transmit des connaissances.
D'abord sage-femme jurée au Châtelet, elle est nommée en 1775 sage-femme en chef de l’Hôtel-Dieu ; elle s’y établit.
Avant 1793, il n’y a d’autre ressource pour les femmes pauvres qui sont enceintes ou en couches qu’une salle trop petite de l’Hôtel-Dieu, au-dessus de celle des blessés, où elles s'entassent pêle-mêle à plusieurs dans le même lit ; il y a souvent des épidémies meurtrières. Pendant ces épidémies, madame Dugès sauve de la mort un grand nombre de femmes ; elle applique le traitement de François Doublet pour la « fièvre des nouvelles accouchées ».
Dans le même temps, elle forme sa fille, connue sous le nom de Marie-Louise Lachapelle, de dispositions précoces, qui devient très jeune (en 1795, à 26 ans) son adjointe et qui sera célèbre au XIXe siècle. Vers 1796, sa fille devient responsable du déménagement du service à l'hospice de la Maternité, nouvellement créé. Elle l'y rejoint en 1797, toujours avec le titre de sage-femme en chef mais elle meurt peu de temps après.
Elle est l'aïeule d'Antoine-Louis Dugès, professeur d'obstétrique. On la tenait, dit Franz Naegele, « en grande considération ».

## Honneurs
Elle a une pension, garantie par brevet, obtenue par le baron de Breteuil, sur la cassette du roi Louis XVI.
Sollier de La Romillaie, médecin du même hôpital en 1782, dans un mémoire lu en présence de la faculté de médecine de Paris, lui rend hommage, en reconnaissant les importants services qu’elle avait rendus à l’humanité et à la science en expérimentant avec succès la méthode de Doublet.